# 格但斯克萊吉亞足球俱樂部
格但斯克萊吉亞足球俱樂部（波蘭語：Lechia Gdańsk）是波蘭的一家足球俱樂部。球隊的主場設在格但斯克。俱樂部由一群來自利沃夫的波蘭人設立。格但斯克萊吉亞曾是波蘭強敵之一，曾經進入過欧洲优胜者杯的比賽。在2008年，俱樂部再次進入波蘭頂級聯賽。

## 榮譽
- 波蘭超級盃
  - 冠軍 (1)：1983年；

- 波蘭盃
  - 冠軍 (1)：1982/83年、

## 外部連結
- Official website （页面存档备份，存于） （波兰語）
- Fan's website[永久] （英文）
- Fan's website （波兰語）
- Lechia Gdańsk Spółka Akcyjna （页面存档备份，存于） （英文）